# Ospitale di Cadore
Ospitale di Cadore är en ort och kommun i provinsen Belluno i regionen Veneto i Italien. Kommunen hade 273 invånare (2018).